# Résidence Albert
 (novembre 2016).
Pour les articles homonymes, voir Albert.
Ne pas confondre avec le centre Albert, également à Charleroi.
La résidence Albert est un immeuble de rapport de style moderniste de neuf étages construit par Marcel Leborgne à la fin des années 1930 situé à Marcinelle, section de la ville belge de Charleroi.

## Architecture
La résidence Albert à Marcinelle fut construite en 1937-1938, classée en 2010
,,.
C'est un immeuble d'angle, moderniste, de neuf étages dessiné pour Marcel Roisin. Au rez-de-chaussée, il comporte un duplex commercial et un garage pour une dizaine de voitures. Au-dessus, huit niveaux comportant une quinzaine d'appartements.
L'angle est marqué d'une rotonde dégagée qui donne un élan vertical. L'horizontalité de chaque niveau est marqué par un rythme alternant les baies vitrées et les allèges en béton blanc, ainsi que les plateaux des terrasses. Les terrasses se présentent comme des passerelles de bateau. L'inspiration de l'architecture navale se retrouve dans les fenêtres-hublots et le bardage en teck entre les verrières.
En plaçant la rotonde à l'extrémité d'une façade et non pas à l'axe médian du triangle formé par la parcelle, Marcel Leborgne évite les difficultés d'aménagements liées à la pièce de forme biscornue à l'angle de l'immeuble. Les cloisons restent parallèles et les pièces conservent leurs angles droits.
Pour attirer la bourgeoisie dans cet immeuble de logements collectifs, la résidence est dotée d'un haut degré d'équipement moderne : ascenseur, électrification complète des cuisines et salle de bains, chauffage central. À l'origine, les appartements étaient tous équipés de mobilier de cuisine « Cubex », système fonctionnel de rangement à casiers standardisés créé en 1930 par l’architecte belge Louis-Herman De Koninck. Elle comporte également une chambre de bonne par appartement.

### Rez-de-chaussée
Le rez-de-chaussée, abrite le local du Cercle royale de bridge de Charleroi.